# Philaenus okamotonis
Philaenus okamotonis är en insektsart som beskrevs av Matsumura 1940. Philaenus okamotonis ingår i släktet Philaenus och familjen spottstritar. Inga underarter finns listade i Catalogue of Life.